# 琵琶仔
琵琶仔為舊日廣東人對妓院裡的未成年歌女之稱。琵琶仔之俗稱可能是因為她在青樓妓寨中的工作是抱著琵琶在酒席間以唱曲娛賓待客而來。琵琶仔是陪酒而不伴寢（俗稱「未梳攏」），待成長後方會成為老舉（賣身的妓女）。琵琶仔又或者可以解釋為處女。
吳昊引王書奴的《中國娼妓史》描述廣東之大寨: 「(妓女)分兩目，曰老舉，曰琵琶仔。琵琶仔只是一曲清歌，奉觸上壽，老舉則兩情歡洽可以留髡，故大寨之營業﹒亦分兩種，曰酒局，只陪酒的，曰大局，便是薦枕的了......」。
琵琶仔大多是來自貧苦人家的女孩，幼年時被賣入妓寨，由「事頭婆」（老闆娘，即妓院鴇母）聘專人教她唱歌彈琴，甚至讀書作詩。待事機成熟，找到富家老爺、名門子弟，將琵琶仔的初夜善價而沽。
得到琵琶仔梳攏（初夜）的嫖客，可以享受10天的特權，10天後客人便要離棄而去。該琵琶仔就敬上一杯離別酒，唱出離別歌:「有情酒，斟落呢隻無情杯，飲過此杯未知何時回，四海江湖盡在此杯，臨行玉手指下郎腰背，去捨難返，欲捨難回.....」。之後，該琵琶仔更須掛藍戴孝，象徵丈夫已死，這樣她才可以在妓寨裡繼續賣身。「琵琶仔」失身以後就變為「老舉」之身。

## 資料來源
1. ↑  吳昊. . 香港: 次文化堂. 2010: 第47–49頁  [2011-04-17]. ISBN 9789629922498.